# 战争与和平 (1956年电影)
《战争与和平》（英語：War and Peace）是美国的一部电影，于1956年上映，在题材上属于战争片。电影的主演是奥黛丽·赫本和梅尔·费勒，导演则是金·维多。这部电影也是《战争与和平》的首部翻拍电影，1967年苏联曾拍过一次。

## 外部連結

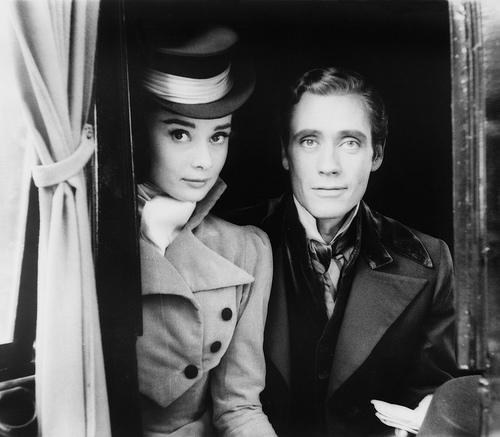
剧照

- 互联网电影数据库（IMDb）上《War and Peace》的资料（英文）